# Нова Оточня
Нова Оточня (пол. Nowa Otocznia) — село в Польщі, у гміні Вішнево Млавського повіту Мазовецького воєводства.
Населення — 180 осіб (2011).
У 1975-1998 роках село належало до Цехановського воєводства.

## Демографія
Демографічна структура станом на 31 березня 2011 року:
|          | Загалом | Допрацездатний вік | Працездатний вік | Постпрацездатний вік |
| -------- | ------- | ------------------ | ---------------- | -------------------- |
| Чоловіки | 86      | 19                 | 55               | 12                   |
| Жінки    | 94      | 21                 | 51               | 22                   |
| Разом    | 180     | 40                 | 106              | 34                   |